# Jorge Ferreira da Costa Ortiga
Jorge Ferreira da Costa Ortiga (Brufe, 5 marzo 1944) è un arcivescovo cattolico portoghese, dal 3 dicembre 2021 arcivescovo emerito di Braga.

## Biografia
Monsignor Jorge Ferreira da Costa Ortiga è nato a Brufe, nel comune di Vila Nova de Famalicão, il 5 marzo 1944.

### Formazione e ministero sacerdotale
Dal 1955 al 1967 ha studiato nei seminari dell'arcidiocesi di Braga.
Il 9 luglio 1967 è stato ordinato presbitero per l'arcidiocesi di Braga nella chiesa di Lousado. Il 16 dello stesso messe ha celebrato la prima messa nel suo paese natale. È stato quindi nominato vicario coadiutore della parrocchia di San Vittore a Braga. Nel settembre dell'anno successivo è stato inviato a Roma per studi. Il 10 ottobre 1970 ha conseguito il dottorato in storia della Chiesa presso la Pontificia Università Gregoriana. Dall'ottobre del 1970 al maggio del 1971 ha seguito un corso di spiritualità sacerdotale presso l'Istituto Mystice Corporis di Grottaferrata. Tornato in patria ha lavorato nella segreteria vescovile dal giugno del 1971 al settembre del 1973. In quel periodo ha collaborato alla pastorale della chiesa del Terzo a Braga. Il 1º ottobre 1973 è stato nominato rettore della basilica dei Congregati a Braga e cappellano della Confraternita della Madonna Addolorata e Sant'Anna nella stessa chiesa. Il 24 novembre 1981 è stato nominato vicario episcopale per il clero, venendo riconfermato il 1º ottobre 1985. Il 6 marzo 1985 è stato nominato canonico capitolare della cattedrale di Braga. Ha tenuto i corsi di introduzione agli studi storici, storia delle religioni e storia della Chiesa nel seminario conciliare di Braga (in seguito Istituto superiore di teologia e oggi Facoltà di teologia di Braga).

### Ministero episcopale
Il 9 novembre 1987 papa Giovanni Paolo II lo ha nominato vescovo ausiliare di Braga e titolare di Novabarbara. Ha ricevuto l'ordinazione episcopale il 3 gennaio successivo nella cripta del santuario della Madonna di Sameiro a Braga dall'arcivescovo metropolita di Braga Eurico Dias Nogueira, co-consacranti il vescovo di Lamego António de Castro Xavier Monteiro e il vescovo ausiliare di Braga Carlos Francisco Martins Pinheiro. Come ausiliare è stato presidente del segretariato generale del 40º sinodo diocesano Bracarense, coordinatore del segretariato pastorale diocesano, presidente dell'Istituto di storia e arte cristiana (IHAC) e presidente del consiglio di amministrazione dell'Istituto diocesano per il sostegno al clero (IDAC).
Il 5 giugno 1999 papa Giovanni Paolo II lo ha nominato arcivescovo metropolita di Braga e primate di Portogallo. Il 29 dello stesso mese il papa gli ha imposto il pallio, simbolo degli arcivescovi metropoliti, durante una celebrazione svoltasi nella basilica di San Pietro in Vaticano. Ha preso possesso dell'arcidiocesi il 18 luglio successivo.
Nel novembre del 2007 e nel settembre del 2015 ha compiuto la visita ad limina.
È membro del senato accademico dell'Università del Minho e del consiglio superiore dell'Università Cattolica e presidente dell'Assemblea Generale dell'Associazione Dar as Mãos.
In seno alla Conferenza episcopale portoghese è stato presidente della commissione episcopale per la dottrina della fede e membro della commissione episcopale per l'educazione cristiana. Dal 4 aprile 2005 al 3 maggio 2011 è stato presidente della Conferenza episcopale portoghese. In seguito è stato membro del comitato permanente e presidente della commissione episcopale per la pastorale sociale e la mobilità umana per i trienni 2011-2014 e 2014-2017. È delegato della Conferenza episcopale portoghese presso la Commissione delle conferenze episcopali della Comunità Europea dal 26 aprile 2017.
Ha partecipato alla II assemblea speciale per l'Africa del Sinodo dei vescovi che ha avuto luogo nella Città del Vaticano dal 4 al 25 ottobre 2009 sul tema La Chiesa in Africa a servizio della riconciliazione, della giustizia e della pace. Voi siete il sale della terra... Voi siete la luce del mondo (Mt 5, 13.14).
Il 21 maggio 2009 ha ricevuto il dottorato honoris causa in scienze sociali dall'Universidade Lusíada de Famalicão / Fundação Minerva.
Il 5 novembre 2016 ha ricevuto la medaglia d'onore della municipalità di Braga, con il quale ha ottenuto il titolo di cittadino onorario del comune.
Il 3 dicembre 2021 papa Francesco ha accolto la sua rinuncia per raggiunti limiti d'età; assume da allora il titolo di arcivescovo emerito di Braga; gli è succeduto José Manuel Garcia Cordeiro, fino ad allora vescovo di Braganza-Miranda.

## Genealogia episcopale e successione apostolica
La genealogia episcopale è:
- Cardinale Scipione Rebiba
- Cardinale Giulio Antonio Santori
- Cardinale Girolamo Bernerio, O.P.
- Arcivescovo Galeazzo Sanvitale
- Cardinale Ludovico Ludovisi
- Cardinale Luigi Caetani
- Cardinale Ulderico Carpegna
- Cardinale Paluzzo Paluzzi Altieri degli Albertoni
- Papa Benedetto XIII
- Papa Benedetto XIV
- Cardinale Enrico Enriquez
- Arcivescovo Manuel Quintano Bonifaz
- Cardinale Buenaventura Córdoba Espinosa de la Cerda
- Cardinale Giuseppe Maria Doria Pamphilj
- Papa Pio VIII
- Papa Pio IX
- Cardinale Alessandro Franchi
- Cardinale Gaetano Aloisi Masella
- Cardinale José Sebastião d'Almeida Neto, O.F.M.Disc.
- Vescovo António José de Souza Barroso
- Vescovo Manuel Luís Coelho da Silva
- Cardinale Manuel Gonçalves Cerejeira
- Arcivescovo Ernesto Sena de Oliveira
- Arcivescovo Eurico Dias Nogueira
- Arcivescovo Jorge Ferreira da Costa Ortiga

La successione apostolica è:
- Vescovo António José da Rocha Couto, S.M.P. (2007)
- Vescovo Pio Gonçalo Alves de Souza (2011)